# Lluís Ferri i Silvestre
Lluís Ferri Silvestre (Villena, 1957) es poeta, logopeda, psicopedagogo y profesor.
Nacido en Villena en el seno de una familia valencianohablante, comenzó a escribir poesía a finales de la década de 1970, así como a interesarse por la fotografía. Fue cofundador de la revista de alicantina de literatura Mediterrània (1978). Combina su labor artística con la de profesor en la Universidad de Alicante. Es asimismo miembro de la Asociación de Escritores en Lengua Catalana.

## Galardones
Ha recibido varios galardones por su obra poética. Entre ellos:
- Premio «Paco Mollà» de Petrel (1990),[3] por la obra Llum de silencis.[4]
- Premio «Gorgos» de poesía (1998), por la obra Navilis silents.[4]
- XX Certamen de Poesía Poeta Pastor Aycart de Benejama (2005),[5] por la obra Últimes llunes.[4]
- Premios 9 d'Octubre de Creació Literaria en Valencià (2012), por la obra Epitalami del sol.[6]

## Obra
- Llum de silencis (1990)
- Navilis silents (1999)